# Elias Rehehold
Elias Rehehold († 1672) war ein deutscher Mediziner und kursächsischer Leibarzt.

## Leben
Elias Rehehold wurde am 4. Juni 1633 an der Universität Wittenberg eingeschrieben und erreichte am 25. April 1644 den Grad eines Magisters. Am 23. Juli 1648 wurde er zum Magister legens ernannt, was bedeutet, dass er die Befugnis erhielt, als Dozent zu unterrichten. Am 17. Dezember 1656 erfolgte seine Bestallung zum Leibarzt von Johann Georg II. von Sachsen mit einem Gehalt von 500 Florin und sechs Schragen Buchenholz, wobei ihm die übliche Reisebegleitung des Kurfürsten erspart blieb, da er täglich für die Betreuung des Erbprinzen Johann Georg verantwortlich war. 1657 unterzeichnete er gemeinsam mit seinen Kollegen Abraham Birnbaum und Andreas Ganzland eine Mahnung an den Kurfürsten, in der sie die Auszahlung ihrer Gehälter einforderten.